# 系综
在统计物理中，系综（英語：ensemble）代表一定条件下一个体系的大量可能状态的集合。也就是说，系综是系统状态的一个概率分布。对一相同性质的体系，其微观状态（比如每个粒子的位置和速度）仍然可以大不相同。（实际上，对于一个宏观体系，所有可能的微观状态数是天文数字。）在概率论和数理统计的文献中，使用“概率空间”指代相同的概念。
统计物理的一个原理（各态历经原理）是：对于一个处于平衡的体系，物理量的时间平均，等于对对应系综里所有体系进行平均的结果。
体系的平衡态的物理性质可以对不同的微观状态求和来得到。系综的概念是由约西亚·吉布斯在1878年提出的。
常用的系综有：
- 微正则系综（microcanonical ensemble）：系综里的每个体系具有相同的能量（通常每个体系的粒子数和体积也是相同的）。
- 正则系综 （canonical ensemble）：系综里的各体系可以和外界环境交换能量（每个体系的粒子数和体积仍然是固定且相同的），但系综内各体系有相同的温度。
- 巨正则系综（grand canonical ensemble）：正则系综的推广，各体系可以和外界环境交换能量和粒子，但系综内各个体系有相同的温度和化学势。
- 等温等压系综（isothermal-isobaric ensemble）：正则系综的推广，各体系可以和外界环境交换能量和体积，但系综内各个体系有相同的温度和压强。

在系综中，物理量的变化范围（fluctuation）与其本身大小的比值会随着体系变大而减小。于是，对于一个宏观体系，从各种系综计算出的物理量的差异将趋向于零。

## 配分函数
配分函数是系综里所有可能微观态的加权和，每个微观态的权重是它在系综里面出现的（没有归一化的）概率。这个概率是由不同的系综决定的。比如对于微正则系综，如果微观态能量{\displaystyle E\,}正好是系综规定的能量{\displaystyle E_{0}\,}，那么几率为1；否则为零。
{\displaystyle \Omega (E_{0})=\sum \delta (E-E_{0})}
对于正则系综，这个几率是{\displaystyle \exp(-\beta E)\,}。其中{\displaystyle \beta =1/k_{B}T\,}是代表正则系综的一个参数，{\displaystyle k_{B}\,}是玻尔兹曼常数(Boltzmann constant)，{\displaystyle T\,}是温度。
{\displaystyle Z(\beta )=\sum \exp(-\beta E)}
巨正则系综由两个参数决定，{\displaystyle \beta }和逸速度{\displaystyle z\,}（或者是化学势{\displaystyle \mu =k_{B}T\ln z\,}）。{\displaystyle \beta \,}和{\displaystyle z\,}是相互独立的。一个控制能量交换，另一个控制粒子交换。
{\displaystyle \Xi (\beta ,z)=\sum _{N=0}^{\infty }\sum z^{N}\exp(-\beta E)}
等温等压系综由{\displaystyle \beta \,}和压强{\displaystyle p\,}决定。
{\displaystyle \Delta (\beta ,p)=\sum \exp(-\beta (E+pV))}
许多物理量可以从对于配分函数的导数中求得。比如在正则系综中，平均能量是{\displaystyle \ln Z\,}是对{\displaystyle -\beta \,}
导数。
{\displaystyle \langle E\rangle =-\partial \ln Z/\partial \beta }
不同系综的配分函数的对数往往对应于不同的热力学量。比如微正则系综对应熵；正则系综对应亥姆霍兹自由能；巨正则系综对应压强和体积的乘积；等温等压系综对应吉布斯能。